# Deltochilum sericeum
Deltochilum sericeum es una especie de escarabajo del género Deltochilum, tribu Deltochilini, familia Scarabaeidae. Fue descrita científicamente por Paulian en 1938.

## Hábitat
Habita en bosques de tierra firme y bosques de montañas a altitudes de hasta 900 metros.

## Distribución
Se distribuye por Bolivia.